# بوكيمون تي سي جي أونلين
بوكيمون تي سي جي أونلين (بالإنجليزية: Pokémon TCG Online)‏، هي لعبة فيديو من تطوير ستوديو داير وولف ديجيتال، ومن نشر ذا بوكيمون كومباني، يعمل على منصات عدة ومنها آيباد ومايكروسوفت ويندوز وغيره، صدر في الأسواق سنة 2011، وهي من نوع لعبة بطاقات رقمية.